# Stipularia elliptica
Stipularia elliptica är en måreväxtart som beskrevs av Georg August Schweinfurth och William Philip Hiern. Stipularia elliptica ingår i släktet Stipularia och familjen måreväxter. Inga underarter finns listade i Catalogue of Life.